# Acraea melaina
Acraea melaina är en fjärilsart som beskrevs av Eltringham 1911. Acraea melaina ingår i släktet Acraea och familjen praktfjärilar. Inga underarter finns listade i Catalogue of Life.